# Cory Wong
Cory Juen Wong is een Amerikaanse gitarist, songwriter en producer. Hij is zowel actief als solo-artiest als in samenwerking met anderen. Zijn muzikale achtergrond bestaat uit verschillende genres, waaronder jazz, rock en funk. Hij heeft in het verleden opgetreden met Vulfpeck, Dave Koz, Stay Human, The Fearless Flyers en Chris Thile. In 2020 bracht hij verscheidene albums uit, waaronder Live in Amsterdam, een samenwerking met het Metropole Orkest, en Meditations, een new age-album met Jon Batiste.

## Jeugd
Wong, die van Chinese komaf is, werd geboren in Poughkeepsie (New York) en groeide op in Minneapolis Zijn vader liet hem kennismaken met klassieke rock- en jazzmuziek. Hij nam pianolessen op negenjarige leeftijd. De Red Hot Chili Peppers en Primus fascineerden hem: hij nam gitaar- en baslessen en begon een punkrockband. Zijn eerste instrumenten waren een Fender jazzbas, een Gretsch- gitaar en een Fender Stratocaster . Hij verwierf een tweede Stratocaster in het laatste jaar van de middelbare school, wat tot op heden zijn belangrijkste instrument blijft.

## Carrière
Wong studeerde aan de Universiteit van Minnesota en het McNally Smith College of Music. Op 20-jarige leeftijd besloot hij professionele muzikant te worden, naar eigen zeggen door deze omgeving en het feit dat zijn mentoren hem op het goede spoor hebben gezet. De Peruaanse gitarist Andrés Prado en Michael Bland (drummer van Prince) leerden hem over de nuances en samenhang van optreden in een ensemble. Hij noemt gitaristen Dave Williams en Paul Jackson Jr. als  invloeden tijdens zijn jeugd.
Eind jaren 2000 en begin 2010 concentreerde Wong zich op jazzmuziek en trad hij op in de jazzclubs van Minneapolis-Saint Paul. Hij bracht twee platen uit met jazzensembles, Even Uneven in 2008 en Quartet / Quintet in 2012. Hierna trad hij regelmatig op in de muziekscene van Nashville als sessiemuzikant en gitarist. Hij begon te toeren met Ben Rector en werkte samen met verschillende artiesten, waaronder Bryan White, Brandon Heath en Dave Barnes .  In 2013 trad hij gedurende een periode van zes maanden op met de in Minneapolis gevestigde band Dr. Mambo's Combo met verschillende veteranen van de R & B-pop-funk-muziekscene van de stad, waaronder leden van de band van Prince: Michael Bland en bassist Sonny T. Hij noemt deze periode zijn leercurve in het uitvoeren van "levendige funk soul" -muziek.
In 2013 ontmoette Wong leden van de in Ann Arbor gevestigde band Vulfpeck. De jam met de groep die later opnieuw werd opgenomen werd uitgebracht als "Cory Wong". In 2016 begon hij met opnemen en toeren met de band. Sindsdien heeft hij op elk Vulfpeck-album opgenomen en toerde hij met de band. Hij zei over zijn gitaargeluid met Vulfpeck: "Een deel van mijn geluid is een soort ritmegitaar naar voren brengen". Hij is lid van The Fearless Flyers, een instrumentaal kwartet (met Vulfpeck's bassist Joe Dart, Snarky Puppy's gitarist Mark Lettieri en drummer Nate Smith) en heeft twee ep's en een album met de groep uitgebracht.
In 2016 bracht Wong een zes nummers tellende ep uit als hoofdartiest. In 2017 bracht hij zijn debuut soloalbum uit, Cory Wong en The Green Screen Band. Zijn tweede soloalbum The Optimist werd uitgebracht in 2018 en bereikte nummer 19 in de US Jazz Albums- hitlijst. Hij bracht in 2019 een derde album uit Motivational Music for the Syncopated Soul  De albums bevatten bijdragen van Phoebe Katis, Antwaun Stanley, Michael Bland, Sonny T., Ben Rector, Jon Batiste, Louis Cato, Nate Smith en anderen. In 2020 bracht Wong zijn vierde soloalbum uit, Elevator Music for an Elevated Mood, dat hij een vervolg op zijn derde album noemde.
Wong trad op met Dave Koz, Metropole Orkest, Stay Human, de huisband van The Late Show met Stephen Colbert en met de band van Chris Thile in het radioprogramma Live from Here .  Hij toerde in de Verenigde Staten en Europa ter ondersteuning van zijn soloalbums en met Vulfpeck. Hij bracht in 2020 verschillende albums uit, waaronder een voor een Grammy genomineerd new age- album met de titel Meditaties met Jon Batiste.
In 2021 ging seizoen 1 van Wongs variétéprogramma "Cory and the Wongnotes" in première op YouTube. Het programma bevat een volledige ensembleband die nieuwe muziek van zijn album speelt, korte sketches en interviews over 'Collaboration', 'Gear', 'Rhythm', 'Genre', 'Judgement', 'Cool' en 'Tritone Substitions for Secundaire dominanten ". Het programma, gefilmd in augustus 2020, bevat:
- Cory Wong op elektrische gitaar
- Sonny T., lid van de podium- en opnameband Prince, op bas
- Kevin Gastonguay op toetsen
- Nêgah Santos op percussie
- Petar Janjic op drums
- Eddie Barbash op altsax / sopraansax
- Kenni Holmen op tenorsax / fluit
- Sam Greenfield op bari sax / basklarinet
- Steve Strand op trompet
- Jon Lampley op trompet
- Michael Nelson op trombone / hoornarrangeur[19]

Enkele medewerkers van Wong zijn ook te zien geweest, namelijk Cody Fry en Antwaun Stanley van Vulfpeck. Tot op heden (februari 2021) staat de meest bekeken video in seizoen 1 op "Collaboration", met 143.000 weergaven. Een elf nummer tellend studioalbum samengesteld uit de uitvoeringen werd uitgebracht op 5 februari 2021.

## Uitrusting
De primaire uitrusting van Wong omvat: Gitaar: Fender Highway One Stratocaster met Seymour Duncan Antiquity pickups, Versterkers: Fender '65 Super Reverb heruitgave en Kemper Profiler, Snaren: D'Addario NYXL (.010-.046), Accessoires: Wampler Ego Compressor, Vertex Steel String Clean Drive, Strymon Big Sky. Hij gebruikt ook een verscheidenheid aan andere instrumenten en accessoires.   Hij streeft naar een zuivere toon en neemt vaak direct op.

## Discografie
Solo studioalbums
- Quartet / Quintet (2012)
- Cory Wong en The Green Screen Band (2017)
- Motiverende muziek voor de gesyncopeerde ziel (2019)
- Elevator Music for an Elevated Mood (2020)
- Trail Songs: Dusk (2020)
- Trail Songs (Dawn) (2020)
- The Striped Album (2020)
- Cory Wong & The Wongnotes (2021)

Cory Wong Quartet
- Even, Unenven (2008)

The Fearless Flyers
- The Fearless Flyers (2018)
- The Fearless Flyers II (2019)
- Tailwinds (2020)

met Jon Batiste
- Meditations (2020)